# Com Amor, Simon
Love, Simon (bra/prt: Com Amor, Simon) é um filme de romance e comédia dramática norte-americano dirigido por Greg Berlanti, baseado no romance Simon vs. the Homo Sapiens Agenda, de Becky Albertalli, estrelado por Nick Robinson, Josh Duhamel e Jennifer Garner. Robinson interpreta o personagem principal, Simon Spier, um reservado adolescente gay no ensino médio que é forçado a equilibrar seus amigos, sua família, seu colega de mensagens anônimas Blue e um chantagista que ameaça revelar seu segredo para toda a escola.
O filme estreou no Mardi Gras Film Festival em 27 de fevereiro de 2018 e foi lançado nos cinemas dos Estados Unidos em 16 de março de 2018 pela 20th Century Fox. No Brasil o filme teve pré-estreias começando em 22 de março e foi lançado oficialmente em 5 de abril, em Portugal estreou em 21 de junho. Os críticos elogiaram o filme por seu "grande coração, elenco diversificado e talentoso", descrevendo-o como um "clássico instantâneo" que é "terno, doce e tocante" e "prazerosamente encantador", com muitos comparando-o com os filmes românticos de comédia e drama de John Hughes. É o primeiro grande filme de um estúdio de cinema a focar em um romance adolescente gay.

## Sinopse
Aos 17 anos, Simon Spier (Nick Robinson) vive um momento complicado, tenta revelar para família e amigos que é gay, e ao mesmo tempo tenta descobrir a identidade de um misterioso colega de classe que conheceu online.

## Elenco
- Nick Robinson como Simon Spier
  - Bryson Pitts como Simon Spier aos 10 anos
  - Nye Reynolds como Simon Spier aos 5 anos
- Josh Duhamel como Jack Spier, pai de Simon
- Jennifer Garner como Emily Spier, mãe de Simon
- Katherine Langford como Leah Burke, uma das melhores amigas de Simon
- Alexandra Shipp como Abby Suso, uma das melhores amigas de Simon
- Jorge Lendeborg Jr. como Nick Eisner, um dos melhores amigos de Simon
- Keiynan Lonsdale como Abraham "Bram" Greenfeld, um dos colegas de classe de Simon
- Miles Heizer como Cal Price, um dos amigos de Simon e colega de classe
- Logan Miller como Martin Addison, um colega de classe de Simon
- Talitha Bateman como Nora Spier, irmã de Simon
- Skye Mowbray como Nora Spier aos 6 anos
- Tony Hale como Mr. Worth, o vice-diretor e professor de Simon
- Natasha Rothwell como Ms. Albright, professora de teatro de Simon
- Drew Starkey como Garrett Laughlin, um dos colegas de classe de Simon
- Cassady McClincy como Jackie, uma das colegas de classe de Simon
- Joey Pollari como Lyle, um atendente no restaurante local e paquera de Simon
- Mackenzie Lintz como Taylor, uma dos colegas de classe de Simon

## Dublagem brasileira
Estúdio de dublagem - Delart
Produção
- Direção de Dublagem:  Hercules Franco[15]
- Cliente:  Fox[15]
- Tradução:  Mario Menezes[15]
- Técnico(s) de Gravação:  Léo Santos[15]

Elenco
- Simon: Charles Emmanuel[15]
- Abby: Carina Eiras[15]
- Martin: Wirley Contaifer[15]
- Leah: Jennifer Gouveia[15]
- Nick: Ícaro Amado[15]
- Jack: Alexandre Moreno[15]
- Emily: Priscila Amorim[15]
- Bram: Yuri Tupper[15]
- Worth: Mário Tupinambá[15]
- Nora: Mariana Dondi[15]
- Ethan: Thiago Fagundes[15]
- Albright: Marcia Morelli[15]
- Lyle: Pablo Argôllo[15]
- Aaron: Felipe Drummond[15]
- Spencer: Pedro Azevedo[15]
- Taylor: Jullie[15]
- Cal: Yan Gesteira[15]
- Blue: Fabricio Vila Verde[15]
- Garrett: Renan Ribeiro[15]

## Produção
A fotografia principal começou em 6 de março de 2017 em Atlanta.  A filmagem terminou oficialmente em 23 de abril de 2017.
Sabendo que o custo de colocar as músicas que queria no filme seriam caras, Berlanti fez a escolha de terminar as filmagens dois dias antes. Da decisão, ele disse: "Eu sabia que muito do filme era feito em homenagem a filmes que tinham ótimas trilhas sonoras que, na minha idade, você tocava a fita repetidamente até se desgastar. A trilha sonora foi o que te fez sentir as emoções do filme, então sempre esteve na minha lista de desejos ter uma trilha sonora que refletisse isso, era muito caro, então todo mundo queria ter certeza de que eu estava fazendo a coisa certa. Eu queria mais dinheiro para ser colocado na música."

## Lançamento
Com amor, Simon estreou no Mardi Gras Film Festival em 27 de fevereiro de 2018 e também foi exibido no Festival de Cinema de Glasgow e no Melbourne Queer Film Festival.
O filme foi lançado nos Estados Unidos e no Canadá em 16 de março de 2018, pela 20th Century Fox. No Brasil o filme teve pré-estreias a partir de 22 de março e foi lançado em todo o país em 5 de abril, em Portugal estreou em 21 de junho.
Após o lançamento do filme, várias celebridades, incluindo Jennifer Garner, Kristen Bell, Neil Patrick Harris, Joey Graceffa, Matt Bomer, Robbie Rogers, Benj Pasek, Tyler Oakley, Martin Gero, Andrew Rannells e Jesse Tyler Ferguson compraram cinemas inteiros para que as pessoas pudessem ver o filme de graça, porque acreditam que o filme transmite uma mensagem importante.

## Recepção

### Bilheteria
O filme realizou prévias nos Estados Unidos em 9 de março, uma semana antes do lançamento oficial, e arrecadou US$ 800 mil em 927 cinemas, ao qual o site Deadline Hollywood considerou "forte". Nos Estados Unidos e no Canadá, o filme foi lançado junto com Tomb Raider e I Can Only Imagine, e foi projetado para arrecadar entre US$ 10-12 milhões de 2.401 cinemas em seu fim de semana de abertura. O filme faturou US$ 4,6 milhões em seu primeiro dia (incluindo os US$ 850 mil das prévias de quinta-feira, em 2.125 cinemas). O filme estreou com US$ 11,8 milhões, em quinto lugar nas bilheterias; 58% de seu público no fim de semana de estreia era do sexo feminino e 59% tinha menos de 25 anos. Em seu segundo final de semana, o filme caiu 33%, para US$ 7,8 milhões, terminando em 7º lugar, e em seu terceiro final de semana faturou US$ 4,8 milhões, terminando em nono lugar. No Reino Unido, o filme estreou no quarto lugar, arrecadando US$ 1,6 milhão.

### Bilheteria no Brasil
Sendo exibido em 336 salas de cinemas em seu final de semana de estreia, o filme arrecadou R$ 1,5 milhão ocupando o quinto lugar de bilheteria e tendo R$ 2,5 milhões como bilheteria total no país somando com a pré-estreia. Em seu segundo final de semana, o filme caiu para o 7º lugar e arrecadou R$ 847 mil. Em seu terceiro final de semana, o filme ficou na décima posição arrecadando R$ 422 mil, tendo R$ 4,6 milhões como bilheteria total no país e público total de 308 mil espectadores, até então.

### Crítica
No site Rotten Tomatoes, o filme possui uma classificação de aprovação de 92% com base em 161 avaliações, com uma classificação média de 7,4/10. O consenso crítico do site diz o seguinte: "Love, Simon atinge seu ritmo mais habilmente do que muitos filmes neste gênero bem-viajado - representa um marco tardio, se não totalmente bem sucedido, da inclusão." No Metacritic, o filme tem uma pontuação média ponderada de 73 de 100, com base em 37 críticas, indicando "críticas geralmente favoráveis". As audiências pesquisadas pelo CinemaScore deram ao filme uma nota "A+" em uma escala de A+ a F, um dos poucos filmes na história do site a ganharam essa máxima pontuação.

## Prêmios e indicações
| Ano  | Prêmio                | Categoria    | Nomeados                         | Resultado | Ref.   |
| ---- | --------------------- | ------------ | -------------------------------- | --------- | ------ |
| 2018 | MTV Movie & TV Awards | Melhor Beijo | Nick Robinson e Keiynan Lonsdale | Venceu    | [ 33 ] |